# 福祉改造車両
福祉改造車両（ふくしかいぞうしゃりょう）とは、普通乗用自動車等の自動車で身体運動能力上障害がある操縦者においても運転が可能なように、技術上一定の改造を施した車両のことを言う。

## 概説
通常知覚能力に障害がある場合は、運転が危険なことから運転免許証を与えない事例が多いが、身体障害者の社会参加・就労支援の観点から、免許の条件（運転補助装置取付車限定免許）として、こうした改造車両開発の必要が出てくる。
現在、日本の自動車メーカーでも、その社会的責任に対する意識から、研究が盛んであり、高齢化社会の中で高齢運転者の増加に伴い、需要の高まりを見せている。
福祉改造車両の購入や改造に掛かる費用について、消費税は非課税である。

## 改造の例
例として、下肢が不自由な操縦運転者のために加速機構（アクセル）、制止機構（ブレーキ）を上肢でも操作できるように改造しているもの、上肢に出力制限がある操縦者のために操舵輪（ハンドル）に補助装置をつけたもの、上肢が不自由な操縦運転者のために運転操作のすべてを下肢で行えるように改造したもの（フランツ・システムなど）。車椅子やストレッチャーでも搭乗できるように、扉の開閉に工夫をしたものなどが挙げられる。
下肢及び上肢に障害を持つ方でも運転出来る様に「電子制御の下一本レバーで操縦する車」（通称ジョイスティック）なども存在する。
自動車の改造に当たっては、運転手の身体状況に見合った改造が行なわれる。

## 趣味の改造車両との違い
改造車とは、一般的には趣味の改造を施した車両を指すが、こうした趣味の改造車とは、改造の目的も趣旨も全く異なるものである。つまり、どちらも改造を施した自動車であることには変わりないが、だからと言って、自動車検査登録制度が通り自動車検査証が交付される自動車であると認識すべきものではない。そのため、福祉の接頭語をつけている。